# Малаґенья Салероса
«Malagueña Salerosa» (Малаґенья Салероса, Граціозна малагенья) — мексиканська народна пісня, виконана багатьма музикантами.
Пісня про те, як чоловік каже жінці (з Малаги, Іспанія), яка вона гарна, і як він хотів би бути її чоловіком, але розуміє її відмову через його бідність.

## Виконавці
- Хосе Фелісіано
- Олівія Руїс
- The Tubes
- Гельмут Лотті
- Лідія Мендоса
- The Limeliters
- Bud & Travis
- Chingón — для звукової доріжки фільму Убити Білла. Фільм 2
- Антоніо Моліна
- Едді Палміері
- Joselito, Антоніо Агілар
- Los machucambos
- Los Tres Paraguayos та Los Paraguayos
- Luis Alberto Del Parana
- Mariachi Vargas
- Мігель Асевес Мехія
- Нана Мускурі
- Пабло Руїс
- Пако де Лусія, Рамон де Альхесірас
- Pasion Vega
- Пласідо Домінґо, Mariachi
- Trio Los Panchos